# Jarron Cumberland
Jarron Cumberland (Wilmington, 22 settembre 1997) è un cestista statunitense.